# 米歇尔·福特
米歇尔·福特（英語：Michelle Ford，1962年7月15日—），澳大利亚女子游泳运动员。她曾代表澳大利亚参加1976年和1980年夏季奥林匹克运动会游泳比赛，获得一枚金牌和一枚铜牌。